# Бен Милер
Бенет Еван Милер (енгл. Bennet Evan Miller; Лондон, 24. фебруар 1966) је британски глумац. Милер је најпознатији по улози Ричарда Пула у крими-драмедији Смрт у рају и агента Бофа у филмском серијалу Џони Инглиш.